# فرز المصابين
في الطب، فرز المصابين هو ممارسة يُلجأ إليها عند عدم القدرة على توفير الرعاية الحادة بسبب نقص الموارد. تهتم عملية التقنين بالمرضى الذين في أمس الحاجة إلى رعاية فورية، والذين سيستفيدون منها أكثر من غيرهم في حال تطبيقها. تشير هذه الممارسة بشكل عام إلى إعطاء الأولوية للرعاية الطبية ككل. غالبًا ما تكون مطلوبة في شكلها الحاد في حالات الحرب، أو في وقت السلم في حالات حوادث الإصابة الجماعية التي تزيد عن سعة مرافق الرعاية الصحية القريبة.
تتتبع ممارسة فرز المصابين دائمًا التفسير الحديث لقسم أبقراط، ولكن مع أكثر من فكرة واحدة متزامنة عن طبيعتها. تأتي أفضل النظريات المتبعة وأنظمة التسجيل العملية المستخدمة في فرز المصابين من التعامل مع حالات الإصابات الجسدية الحادة في غرفة الطوارئ، فمن الواضح أن العظم المكسور سيكون أقل خطورة من النزيف الشرياني غير المنضبط، الذي قد يسبب الوفاة. ولكن لا يوجد مبدأ حالي يعطي أهمية كبيرة للصحة العقلية، أو الصحة الإنجابية (مثل الإجهاض)، أو الحالات الطبية المزمنة، أو طب الشيخوخة، أو الرعاية الملطّفة (بما في ذلك القتل الرحيم). يحتاج فرز المصابين إلى تحقيق التوازن بين أهداف متعددة وأحيانًا متناقضة في وقت واحد، ومعظمها أساسي للأفراد: احتمالية الوفاة، وفعالية العلاج، والعمر المتبقي للمرضى، وأخلاقهم ودينهم جميعًا.
لهذا السبب، غالبًا ما تصور الدراما الطبية الفرز في أكثر صوره وحشية: إذ ستؤدي الأطراف الممزقة بمقارنتها مع النوبة القلبية إلى دراما أخلاقية آيسوبية مثيرة بالتأكيد. في الطب الغربي العملي، يعتبر مثل هذا النوع من الفرز نادرًا للغاية لأن الموارد وفيرة ويمكن التنبؤ بالطلب المستقبلي مسبقًا.

## تاريخيًا
يأتي المصطلح من الفعل الفرنسي trier، والذي يعني الفصل أو الفرز أو النقل أو التحديد.
اختُرع الفرز الطبي الحديث من قبل دومينيك جان لاري، وهو جراح أثناء الحروب النابليونية، كان يعالج الجرحى وفقًا لخطورة إصاباتهم الملحوظة والحاجة الملحة للرعاية الطبية، بغض النظر عن رتبتهم أو جنسيتهم، على الرغم من أن المفهوم العام لتحديد الأولويات عن طريق التكهن منصوص عليه في وثيقة مصرية من القرن السابع عشر قبل الميلاد. استخدم الأطباء الفرنسيون الفرز بشكل أكبر خلال الحرب العالمية الأولى أثناء معالجتهم للجرحى في ساحة المعركة في مراكز المساعدة خلف الجبهة. يقوم المسؤولون عن نقل الجرحى من ساحة المعركة أو رعايتهم بعد ذلك بتقسيم الضحايا إلى ثلاث فئات:
- أولئك الذين يحتمل أن يعيشوا، بغض النظر عن الرعاية التي سيتلقونها.
- أولئك الذين من غير المرجح أن يعيشوا، بغض النظر عن الرعاية التي سيتلقونها.
- أولئك الذين قد تؤدي الرعاية الفورية إلى إحداث فرق إيجابي في النتيجة.

بالنسبة للعديد من أنظمة الخدمات الطبية الطارئة قد يطبق الأطباء نموذجًا مماثلًا في بعض الأحيان. في المراحل الأولى من الحادث، مثل وجود مسعف أو اثنين وعشرين مريضًا أو أكثر، يتطلب التطبيق العملي استخدام نموذج «بدائي» أكثر مما سبق. ومع ذلك، بمجرد حدوث استجابة كاملة وتوافر العديد من المسعفين، سيستخدمون النموذج المضمن في سياسة الخدمة والأوامر الدائمة الخاصة بكل مركز.
مع تقدم التكنولوجيا الطبية، تطورت أيضًا الأساليب الحديثة في فرز المصابين، والتي تعتمد بشكل متزايد على النماذج العلمية. غالبًا ما تُبنى تصنيفات الضحايا نتيجة درجات الفرز على نتائج التقييم الفسيولوجي المحددة. قد تعتمد بعض النماذج، مثل نموذج ستارت (START)، على خوارزمية خاصة. نظرًا لأن مفاهيم الفرز أصبحت أكثر تعقيدًا، وبهدف تحسين سلامة المرضى وجودة الرعاية، صُمّمت العديد من أدوات دعم القرار البشري لأنظمة الفرز لتوحيد عملية الفرز وأتمتتها (مثل eCTAS وNHS 111) في كل من المستشفيات وساحات المعارك. إضافة إلى ذلك، يوفر التطوير الأخير لأساليب التعلم الآلي الجديدة إمكانية تعلم سياسات الفرز المثلى من البيانات، وقد يحل ذلك محل النماذج المصممة من قبل الخبراء أو يحسنها.

## حدود وقيود الممارسات الحالية
لا يدعم البحث والتقييم والاختبار لممارسات الفرز الحالية، والتي تفتقر إلى الأسس العلمية والمنهجية مفاهيم فرز الإصابات الجماعية مثل التقنين الفعال لتحديد الأولوية بناءً على شدة الإصابة. يقدم فرز ستارت والفرز المشابه لستارت الذي يستخدم فئات مشفرة بالألوان لتحديد الأولويات تقييمات سيئة لشدة الإصابة ثم يترك لمقدمي الرعاية الصحية ترتيب وتخصيص الموارد بشكل ذاتي ضمن الفئات. تشمل بعض هذه القيود:
- الافتقار إلى الهدف الواضح المتمثل في إنقاذ الفريق الطبي لأكبر عدد ممكن من الأرواح، بالإضافة إلى التركيز والتصميم والمنهجية الموضوعية لتحقيق هذا الهدف (قد يكون بروتوكول تصنيف المرضى الأسوأ حالًا على أنهم ذوي فرص بقاء أسوأ غير صالح وخطير إحصائيًا).[10][11]
- استخدام مقاييس الإصابات الخطيرة (مثل زمن عودة تعبئة الشعيرات الدموية)[11] وتجميعها في فئات واسعة ذات رموز لونية لا يتوافق مع شدة الإصابة والأدلة والاحتياجات الطبية. لا تفرق الفئات بين شدة الإصابة واحتمالات البقاء على قيد الحياة، وهي غير صالحة بناءً على التعريفات الفئوية وأولويات الإخلاء.
- ترتيب (تحديد الأولويات) وتخصيص الموارد بشكل ذاتي ضمن الفئات الفورية، مع فرصة ضئيلة لأن تكون مثالية.[10]
- عدم مراعاة أو معالجة حجم الحادث والموارد المتوفرة وشدة الإصابات وتحديد الأولويات ضمن فئاتها،[10][11] فمثلًا، لا يغير البروتوكول ما إذا كان 3 أو 30 أو 3000 ضحية تتطلب استخدامه، بغض النظر عن الموارد المتاحة التي ستقننها هذه الطريقة.
- عدم مراعاة الاختلافات في شدة الإصابة واحتمالات البقاء على قيد الحياة بين أنواع الإصابات (الكليلة مقابل المخترقة، وما إلى ذلك) والأعمار.
- مما أدى إلى وضع تصنيفات وترتيبات غير متسقة للضحايا وزيادة كبيرة في العبء.

تشير الأبحاث إلى وجود نطاقات واسعة وتداخلات في احتمالات البقاء على قيد الحياة للفئتين الفورية والمتأخرة، وقيود ستارت الأخرى. قد يكون لنفس القياسات الفسيولوجية احتمالات بقاء مختلفة بشكل ملحوظ للإصابات الكليلة والمخترقة. فمثلًا قد يكون للمؤجَّلين بحسب ستارت (ذوي الأولوية الثانية) احتمالية البقاء على قيد الحياة بنسبة 63% للصدمة الكليلة واحتمال بنسبة 32% للصدمات المخترقة بنفس القياسات الفسيولوجية، كلاهما مع التدهور السريع المتوقع، بينما قد يكون للستارت الفوري (الأولوية الأولى) احتمالات بقاء تمتد إلى أكثر من 95%. الفئات العمرية تفاقم هذه القيود. فمثلًا قد يكون لدى المريض المسن المصاب إصابة مخترقة في فئة المتأخر احتمال بقاء بنسبة 8%، وقد يكون لدى مرضى الأطفال في الفئة الفورية احتمال بقاء بنسبة 98%. لوحظ أيضًا وجود مشاكل مع فئات ستارت الأخرى. في هذا السياق، لا تملك مقاييس دقة العلامات المرمزة بالألوان مغزى علمي.
التقييمات الضعيفة، والفئات غير الصالحة، وعدم وجود منهجية وأدوات موضوعية لتحديد أولويات الضحايا وتخصيص الموارد، وبروتوكول الفرز بحسب الأسوأ يوفر بعض التحديات للاستعداد للطوارئ والكوارث والاستجابة لها. تعتبر هذه العقبات واضحة أمام الفرز الفعال وترشيد الموارد، وإنقاذ أكبر عدد ممكن من الأرواح، وللحصول على أفضل الممارسات التي توافق نظام إدارة الحوادث الوطنية، وللتخطيط للاستجابة الفعالة والتدريب.
يوفر الفرز غير الفعال أيضًا تحديات في احتواء تكاليف الرعاية الصحية. يعتمد الفرز الميداني على فكرة أن نسبة 50% للحمل الزائد هي نسبة مقبولة. لا يوجد تحليلات للتكلفة والعائد والتخفيف من أوجه القصور في الفرز المضمنة في نظام الرعاية الصحية. غالبًا ما تكون مثل هذه التحليلات مطلوبة لمنح الرعاية الصحية الممولة من دافعي الضرائب. تتعلق أوجه القصور هذه بمجالات التكلفة التالية:
- بدء الاستثمار الهائل في الوقت والمال منذ 11 سبتمبر لتطوير وتحسين مهارات فرز المستجيبين.[11]
- استُشهد بالفوائد من توحيد منهجية الفرز، والإنتاجية وقابلية التشغيل،[11] وتوافق نظام إدارة الحوادث الوطنية.
- تجنب تكاليف رأس المال لاستثمار دافعي الضرائب في خدمات والبنية التحتية للطوارئ الطبية.[15]
- الإسراف في استخدام الموارد اليومية وزيادة تكاليف التشغيل نتيجة القبول بمستويات كبيرة من زيادة الجهد.
- القيم المحددة إحصائيًا والإنقاذات المقدرة في الأرواح البشرية التي يمكن توقعها بشكل معقول باستخدام ممارسات الفرز القائمة على الأدلة.[16]
- التحسينات المستمرة[12] في الأداء التي يمكن توقعها بشكل معقول من نظام وممارسات فرز أكثر موضوعية قائمة على التحسين.

## إحتياطات فرز المصابين

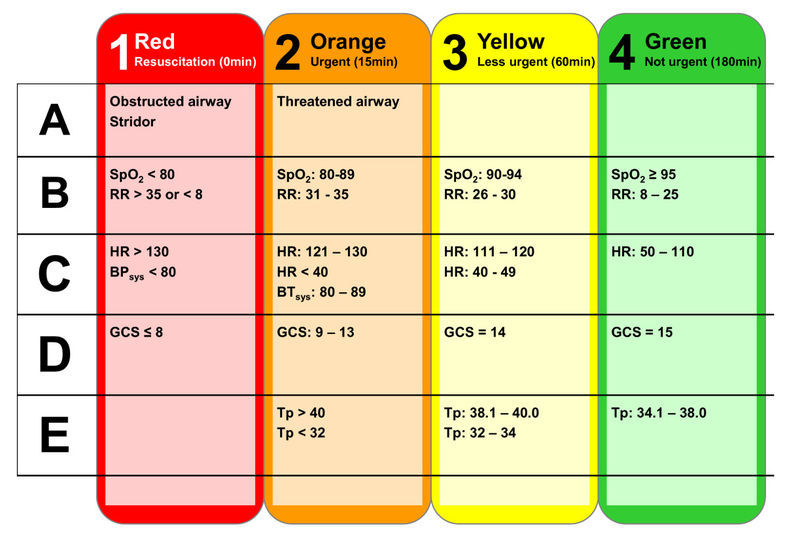
الفرز

1. يجب عليك أن تحمي نفسك .
2. تجنب المواد المضرة .
3. تجنب المواقف غير الآمنة .
4. إلبس أدوات الحماية .
5. إرتدي القفازات .
6. عقم الأدوات بين المصابين .

## أنواع المصابين
- اللذين يحتاجون عناية عاجلة .
- اللذين قادرين على الانتظار .
- اللذين ماتوا .

## أقسام فرز المصابين
- اصابات تنفسيه
- النزيف الحاد
- الصدمه
- (I)أو (عاجل) يحتاج لعناية عاجله . يوضع له ربطة حمراء .
- (D) أو (غير عاجل) يستطيع الانتظار . يوضع له ربطة صفراء .
- (DEAD) أو (ميت) يوضع له ربطة سوداء .

## إجراءات فرز المصابين
1. قدر حجم الحادث وضع خطة .
2. إبداء بالتحدث مع المصابين .
3. إتبع دوره نظامية .
4. (عاجل) أو (غير عاجل) أو (ميت) .
5. عالج المصاب العاجل أولاً .
6. وثق نتائج الفرز .